# Tentative de coup d'État du Jamaat al Muslimeen
 (juillet 2023).
Si vous disposez d'ouvrages ou d'articles de référence ou si vous connaissez des sites web de qualité traitant du thème abordé ici, merci de compléter l'article en donnant les références utiles à sa vérifiabilité et en les liant à la section « Notes et références ».
La tentative de coup d'État du Jamaat al Muslimeen est une tentative de renverser le gouvernement de Trinité-et-Tobago, lancée le vendredi 27 juillet 1990. Pendant six jours, le Jamaat al Muslimeen, un groupe islamiste extrémiste radical, a retenu des otages (dont le Premier ministre A. N. R. Robinson et d'autres représentants du gouvernement) à la Maison rouge (en) et au siège de la chaîne de télévision nationale d'État, Trinidad and Tobago Television (en) (TTT). Les insurgés se sont rendus le 1er août. Ils ont été accusés de trahison, mais ont été libérés par la Cour d'appel. Vingt-quatre personnes ont été tuées et beaucoup d'autres ont été blessées lors de la tentative de coup d'État.